# Роздольне (Могочинський район)
Роздо́льне (рос. Раздольное) — селище у складі Могочинського району Забайкальського краю, Росія. Входить до складу Могочинського міського поселення.

## Населення
Населення — 7 осіб (2010; 25 у 2002).
Національний склад (станом на 2002 рік):
- росіяни — 100 %